# Scarabaeolus
Scarabaeolus is een geslacht van kevers uit de  familie van de bladsprietkevers (Scarabaeidae).

## Soorten
- Scarabaeolus afronitidus (Davis & Deschodt, 2015)
  - = Scarabaeus (Scarabaeolus) afronitidus Davis & Deschodt, 2015
  - = Scarabaeus (Scarabaeolus) nitidus Davis & Deschodt, 2015
- Scarabaeolus anderseni (Waterhouse, 1890)
  - = Scarabaeus anderseni Waterhouse, 1890
- Scarabaeolus andreaei (Zur Strassen, 1963)
- Scarabaeolus bohemani (Harold, 1868)
- Scarabaeolus canaliculatus (Fairmaire, 1888)
- Scarabaeolus carniphilus (Davis & Deschodt, 2015)
- Scarabaeolus clanceyi (Ferreira, 1954)
- Scarabaeolus cunene (Zidek & Pokorny, 2018)
- Scarabaeolus damarensis (Janssens, 1940)
- Scarabaeolus davisianus Moretto, 2016
- Scarabaeolus ebenus (Klug, 1855)
- Scarabaeolus ermienae (Deschodt & Davis, 2015)
- Scarabaeolus flavicornis (Boheman, 1860)
- Scarabaeolus fragilis (Zidek & Pokorny, 2018)
- Scarabaeolus fritschi (Harold, 1868)
- Scarabaeolus funebris (Boheman, 1857)
- Scarabaeolus gilleti (Janssens, 1940)
- Scarabaeolus gracai (Ferreira, 1952)
- Scarabaeolus inoportunus (Ferreira, 1953)
- Scarabaeolus inquisitus (Péringuey, 1908)
- Scarabaeolus interstitialis (Boheman, 1857)
- Scarabaeolus intricatus (Fabricius, 1801)
- Scarabaeolus karrooensis (Zur Strassen, 1961)
- Scarabaeolus knobeli (Ferreira, 1958)
- Scarabaeolus kochi (Ferreira, 1952)
- Scarabaeolus krugeri (Zidek & Pokorny, 2018)
- Scarabaeolus kwiluensis (Janssens, 1940)
- Scarabaeolus laevifrons (Fairmaire, 1884)
- Scarabaeolus lizleri (Zidek & Pokorny, 2018)
- Scarabaeolus lucidulus (Boheman, 1860)
- Scarabaeolus megaparvulus (Davis & Deschodt, 2015)
- Scarabaeolus namibensis (Zidek & Pokorny, 2018)
- Scarabaeolus niemandi (Deschodt & Davis, 2015)
- Scarabaeolus obsoletepunctatus (Balthasar, 1940)
- Scarabaeolus orientalis (Zidek & Pokorny, 2018)
- Scarabaeolus pabulator (Péringuey, 1908)
- Scarabaeolus parvulus (Boheman, 1860)
- Scarabaeolus planipennis (Davis & Deschodt, 2015)
- Scarabaeolus reichei (Waterhouse, 1890)
- Scarabaeolus rubripennis (Boheman, 1860)
- Scarabaeolus rugosipennis (Zidek & Pokorny, 2018)
- Scarabaeolus scholtzi (Mostert & Holm, 1982)
- Scarabaeolus similis (Zidek & Pokorny, 2018)
- Scarabaeolus soutpansbergensis (Deschodt & Davis, 2015)
- Scarabaeolus werneri (Zidek & Pokorny, 2018)